# Bergesbirken
Bergesbirken ist eine Ortschaft  von Wipperfürth im Oberbergischen Kreis im Regierungsbezirk Köln in Nordrhein-Westfalen (Deutschland). Die Ortschaft gehört zum Ortsteil Thier.

## Lage und Beschreibung
Bergesbirken liegt im Süden des Stadtgebietes von Wipperfürth auf einem von Thier bis nach Agathaberg verlaufenden Höhernrücken. Nachbarorte sind Thier, Wüstenhof, Klespe und Hermesberg.
Politisch wird der Ort durch den Direktkandidaten des Wahlbezirks 15 (150) Thier im Rat der Stadt Wipperfürth vertreten.

## Geschichte
Der Ort Birken im Kirchspiel Wipperfürth wird in einer Urkunde vom 10. November 1433 erwähnt. Kunigunde von Bernsau, Witwe des Johann Kreuwel von Gimborn, schenkt den Hof dem Kloster zu Seligenthal.
Die Karte Topographia Ducatus Montani aus dem Jahre 1715 zeigt einen Hof und bezeichnet diesen mit „Birken“. Die Karte Topographische Aufnahme der Rheinlande von 1825 zeigt Birken auf umgrenztem Hofraum mit drei einzelnen Gebäudegrundrissen. Ab der topografische Karte der Jahre 1894 bis 1896 lautet die Ortsbezeichnung Bergesbirken.
Aus dem Jahre 1882 stammt das am Rand einer Wiese stehende Wegekreuz aus Sandstein. Am Platz des Kreuzes schlug der Überlieferung nach ein Blitz in ein Fuhrwerk ein. Dass der Kutscher das Naturereignis überlebte, war der Grund für die Errichtung des Kreuzes. Die Inschrift des Sockels lautet: O Wanderer schau / des Kreuzes Zeichen / und las in Reu dein / Herz erweichen. / Errichtet zur Ehre / Gottes. / 1882.

## Wandern
Die vom SGV ausgeschilderten Wege Thierer Rundweg, der örtliche Rundwanderweg A2 und ein Ortswanderweg (Wegzeichen umgedrehtes T) führen östlich am Ort vorbei.